# Кампуш, Джалма
Джа́лма Брау́ми Мануэ́л Абе́л Ка́мпуш (порт. Djalma Braume Manuel Abel Campos; 30 мая 1987, Луанда) — ангольский футболист, вингер клуба «Трофенсе».

## Биография

### Клубная карьера
Джалма — сын Абеля Кампоса, футболиста который провёл несколько сезонов в Португалии, выступая за «Бенфику» и «Брагу». Джалма родился в Луанде, футболом начал заниматься в Лиссабонском регионе, выступая за «Алверку», «Лориш», «Эшторил».
Летом 2006 году Джалма подписал контракт с «Маритиму». За свой новый клуб он дебютировал 5 мая 2007 в матче против «Академики», выйдя на замену и проведя на поле 12 минут. В сезоне 2008/09 анголец стал основным игроком атаки клуба с Мадейры.
2 мая 2011 Джалма подписал пятилетний контракт с «Порту». Первый сезон анголец использовался в качестве игрока замены, проведя в общей сложности 19 матчей и забив 3 гола. Джалма был отдан в аренду в турецкую «Касымпашу» летом 2012 года. Через год анголец вновь был отдан в Турцию, на этот раз в «Коньяспор».

### Карьера в сборной
20 августа 2008 года дебютировал в сборной Анголы в товарищеском матче с Тунисом. Джалма принимал участие в Кубках Африканских наций 2010, 2012, 2013. Первый гол за сборную Джалма забил в товарищеской встрече в ворота Мальты 10 октября 2009 года.
Летом 2019 года Джалма был вызван в состав своей национальной сборной на Кубок африканских наций в Египте. В первом матче против Туниса он забил гол на 73-й минуте, а команды сыграли вничью со счётом 1:1.

## Достижения
- Чемпион Португалии: 2011/12
- Обладатель Кубка Греции: 2017/18